# 鳥取Liner
鳥取Liner（日语： Tottori Liner */?），也稱為鳥取快車或鳥取快線，是隸屬於西日本旅客鐵道，行駛於山陰本線鳥取至米子或出雲市之間的快速列車。
最初自1985年起，在鳥取車站至米子車站曾有若鳥Liner行駛，在米子往西至益田站之間的快速列車則有島根Liner；1994年重新將鳥取縣內營運的快速列車規劃，並更名為鳥取Liner。

## 運行狀況
目前週間上班日每天有五車次的鳥取Liner往返於鳥取至米子之間，一車次往返於鳥取至出雲市之間；週末假日則是鳥取發往米子四車次，發往出雲市一車次，米子往鳥取六車次。
停靠車站
在鳥取至米子之間路段採部分車站停靠的快速列車運行方式，但在米子至出雲市之間人口較為密集的都市地區，則與一般的普通列車無異，採每站皆停的方式運行。
鳥取 – （湖山） – （鳥取大學前） – （末恆） – （寶木） –  濱村  –  青谷 – （泊） – （松崎） –  倉吉 – （下北條） –  （由良） –  浦安 –  赤碕 – （下市） – （御來屋） – （大山口） – （淀江） –  伯耆大山 –  米子 –  米子至出雲市路段間每站皆停 –  出雲市
- （括號）中的車站表示只有部分車班停靠。

## 使用車輛

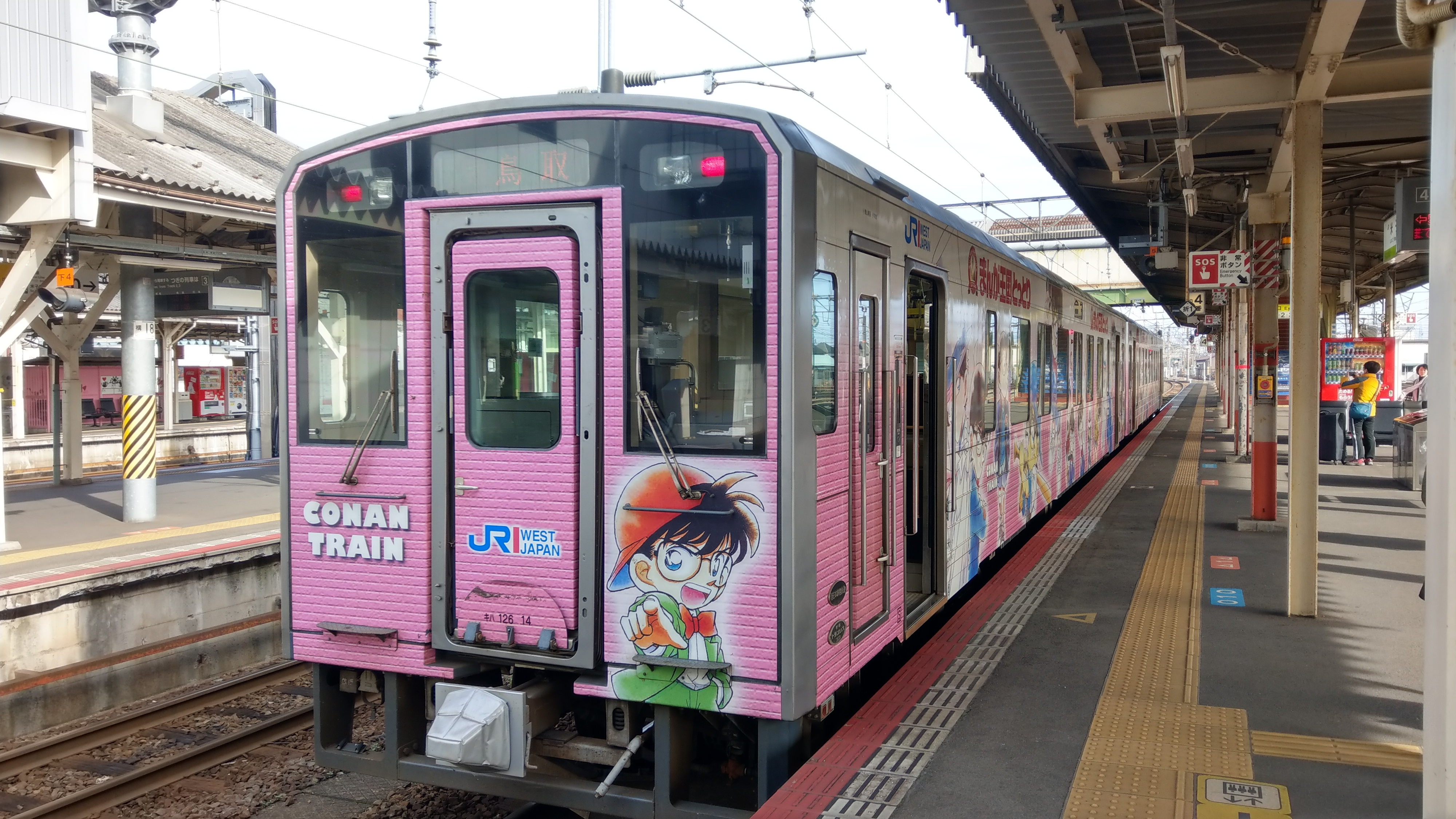
停靠於米子車站轉被發往鳥取的鳥取快車，外觀塗裝為《名偵探柯南》

運行車輛採用後藤綜合車輛所的Kiha126系、Kiha121系柴聯車，通常以兩輛車為一編組運行。
2019年後所有列車都採用一人控制營運，偶爾採3至5輛車編組時才會配置車掌乘務員。